# Karmarama
Karmarama — частное рекламное агентство, базирующееся в столице Великобритании — Лондоне. Основано в 2000 году.

## История
Karmarama была основана партнерами Нарешом Рамчандани и Дэйвом Буонагиди в мае 2000 года. До Karmarama они работали в рекламном агентстве HHCL и были креативными директорами лондонского офиса Chiat/Day, после этого основали первое кооперативное рекламное агентство St.Luke’s. Затем Буонагиди стал креативным директором Channel 4, а два года спустя снова начал сотрудничество с Рамчандани, и они основали Karmarama. Ими были созданы знаменитые кампании для Selfridges Tokyo Life, после чего они объединились с Outfit Communications и Беном Билбоулом, работавшим с IKEA в St.Luke’s. Это привело к возобновлению сотрудничества с IKEA. Агентство также начало работать с такими клиентами, как Unilever и Heineken.
В 2005 году агентство покинули IKEA и Рамчандани. Однако в 2006 году с участием Билбоула и Буонагиди и недавно назначенного Сида МакГрата в качестве партнера по планированию агентство выиграло 14 из 18 презентаций и добавило в свой список таких клиентов, как The History Channel, Pipex и Costa Coffee.
В 2007 году агентство было уполномочено заниматься рекламой Nintendo в Великобритании, а также работать с Coca-Cola над запуском европейской версии их энергетического напитка Burn.
В 2008 году Никола Мендельсон, ранее работавшая в Grey and Bartle Bogle Hegarty, заняла должность исполнительного председателя в агентстве.
В 2011 году включено в список агентств BBC, занимающихся маркетингом для поддержки ряда каналов и радиостанций. В том же году Karmarama получила инвестиции от лондонской компании Phoenix Equity Partners для поддержки дальнейшего роста Karma Communications Group.
В январе 2012 года Karma Communications Group объявила о приобретении группы Crayon, что стало шагом в создании интегрированной силы в секторе независимых агентств.
В январе 2014 года Джон Уилкинс, бывший основатель Naked Communications, был объявлен новым исполнительным председателем агентства.
В августе 2014 года Karmarama объявило о приобретении Nice Agency, ведущих мобильных специалистов, которые создали платформы для клиентов, включая Channel 4, First Direct и Ticketmaster.
В мае 2015 года Ник Студзински стал главным креативным директором компании.
В ноябре 2015 года Karmarama учредило совместное предприятие с информационным стартапом Ignition.ai, созданным Джеймсом Харрисоном в 2014 году.
В ноябре 2016 года Karmarama была приобретена Accenture Interactive
.
По состоянию на май 2017 года, Karmarama работала с такими клиентами, как Iceland, Confused.com, Honda, Just Eat и Unilever.

## Награды
- Karmarama было названо агентством года 2011 по версии журнала Marketing Week[12];
- В 2014 году журнал The Drum назвал Karmarama лучшим независимым агентством[13];
- В 2015 году Karmarama заняла первое место в рейтинге «100 лучших мест для работы» Sunday Times, заняв 22-е место из всех тысяч компаний, которые вошли в него;
- В 2016 и 2017 годах Karmarama выиграла награду Grand Prix DMA за свои кампании контента на основе данных для Unibet и The Army[14]. Агентство также получило награды IPA за эффективность за работу с Costa и Plusnet;
- Karmarama неоднократно фигурировало в рейтинге «Лучшие компании для работы» по версии Sunday Times. В 2017 году они были коммуникационным агентством номер один и получили награду «Инновации в сфере занятости».